# Прямоволосник відхилений
Прямоволосник відхилений (Orthotrichum patens) — вид мохів порядку прямоволосникальних (Orthotrichales).

## Поширення
Батьківщиною є Європа.
Orthotrichum patens дещо теплолюбний і живе епіфітно на лісових і польових деревах, переважно на листяних, часто на букових. Рідко росте на хвойних деревах, таких як ялина чи модрина.

## Галерея

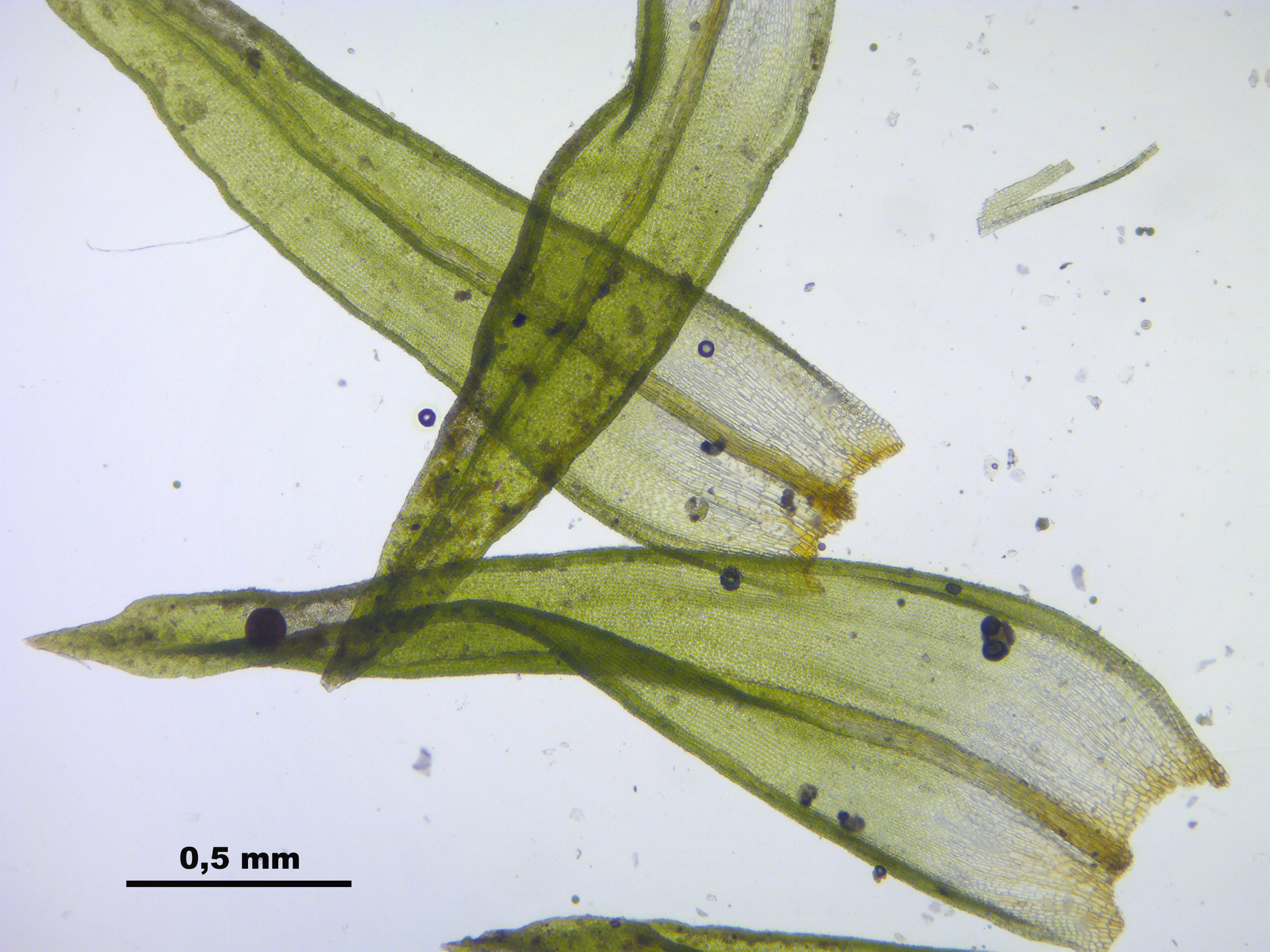
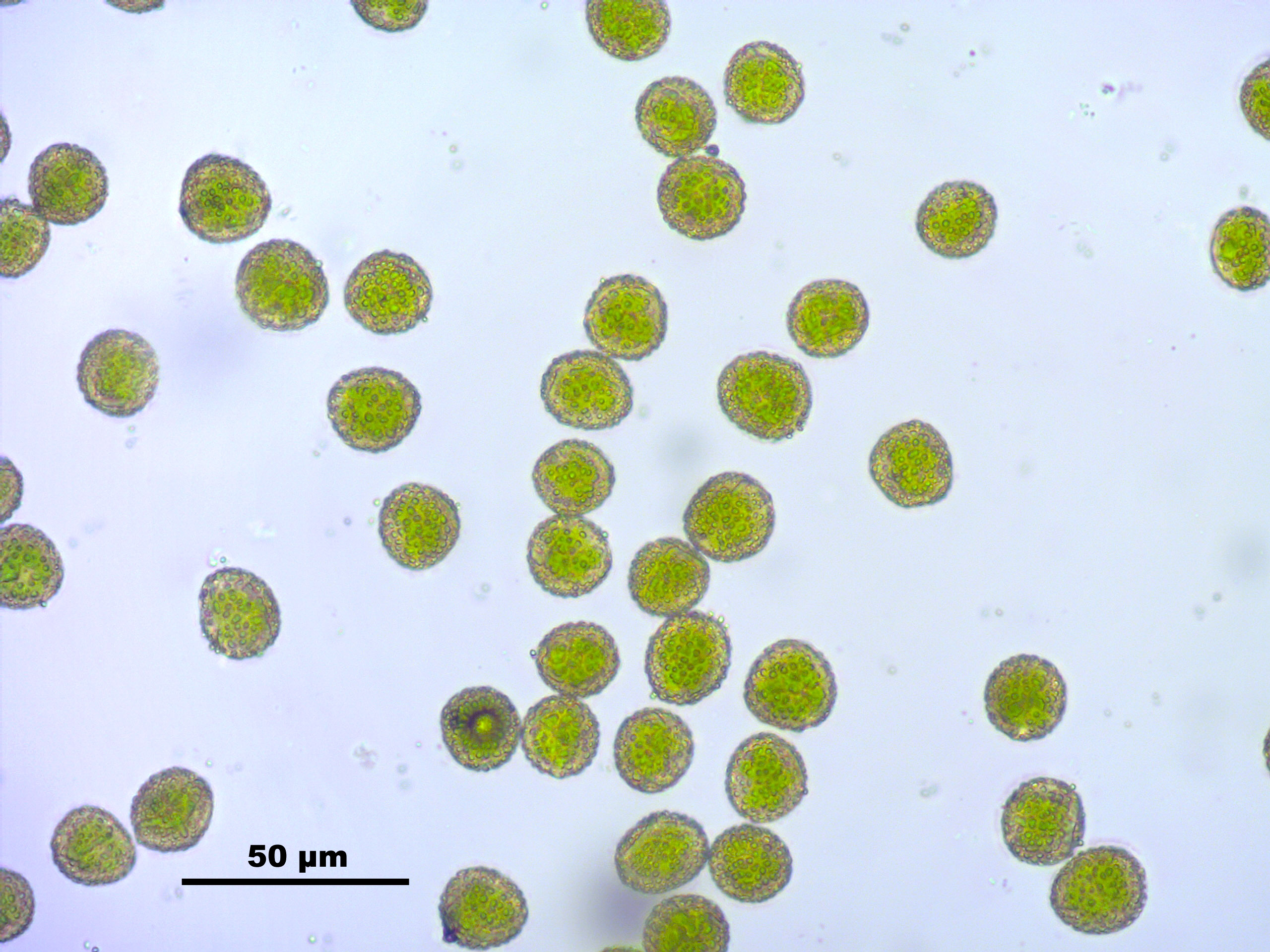

## Характеристика
Рослини заввишки до 1.5 см, розгалужені й утворюють подушки від жовто-зеленого до темно-зеленого кольору. Листки до 3 міліметрів завдовжки, вузько-ланцетні, гостро-загострені, в сухому стані нещільно прилягають, у вологому стирчать. Регулярно присутні спорофіти. Жовтувата широко-яйцеподібна спорова коробочка, чітко відокремлена від ніжки, наполовину занурена в листки. Спори дрібнобородавчасті й мають розмір від 16 до 20 мікрометрів. Час дозрівання спор з травня по червень.